# Dasyleurotettix
Dasyleurotettix is een geslacht van rechtvleugeligen uit de familie doornsprinkhanen (Tetrigidae). De wetenschappelijke naam van dit geslacht is voor het eerst geldig gepubliceerd in 1904 door Rehn.

## Soorten
Het geslacht Dasyleurotettix omvat de volgende soorten:
- Dasyleurotettix affinis Bruner, 1922
- Dasyleurotettix infaustus Walker, 1871
- Dasyleurotettix lobulatus Stål, 1861
- Dasyleurotettix miserabilis Blanchard, 1851
- Dasyleurotettix sublaevis Bolívar, 1912